# The Economy of Francesco
The Economy of Francesco è un movimento informale e internazionale di economisti, imprenditori, attivisti e promotori di economia sostenibile under 35.
Nato a seguito di una lettera aperta di papa Francesco indirizzata ai giovani economisti, imprenditori e imprenditrici di tutto il mondo, si pone come scopo studiare un nuovo modo di intendere l'economia secondo lo spirito di Francesco d'Assisi.
La lettera del papa invitava gli interessati a partecipare ad un grande incontro ad Assisi a marzo 2020.

## 2020: EoF: I giovani, un patto, il futuro – Assisi 2020
Il raduno, intitolato The Economy of Francesco. I giovani, un patto, il futuro – Assisi 2020 fu inizialmente previsto per il 26-28 marzo 2020; fu quindi rinviato a novembre a causa della pandemia di COVID-19 del 2019-2021. Tuttavia, a causa del perdurare dell'emergenza, l'appuntamento si svolse in streaming dal 19 al 21 novembre dello stesso anno, mentre l'evento in presenza venne rinviato all'autunno 2021. Si tenne invece regolarmente una serie di eventi e webinar di preparazione nei mesi precedenti all'appuntamento online.
Il programma originario prevedeva una serie di conferenze e tavole rotonde con vari esperti di economia e un evento finale alla presenza di papa Francesco. A marzo 2020 il sito ufficiale dichiarava la partecipazione di duemila economisti provenienti da 115 paesi differenti.
La tre giorni di appuntamenti online terminò con un messaggio video del Pontefice e la pubblicazione di una dichiarazione di intenti in sei lingue da parte del movimento nato nei mesi di organizzazione dell'evento.

### Relatori

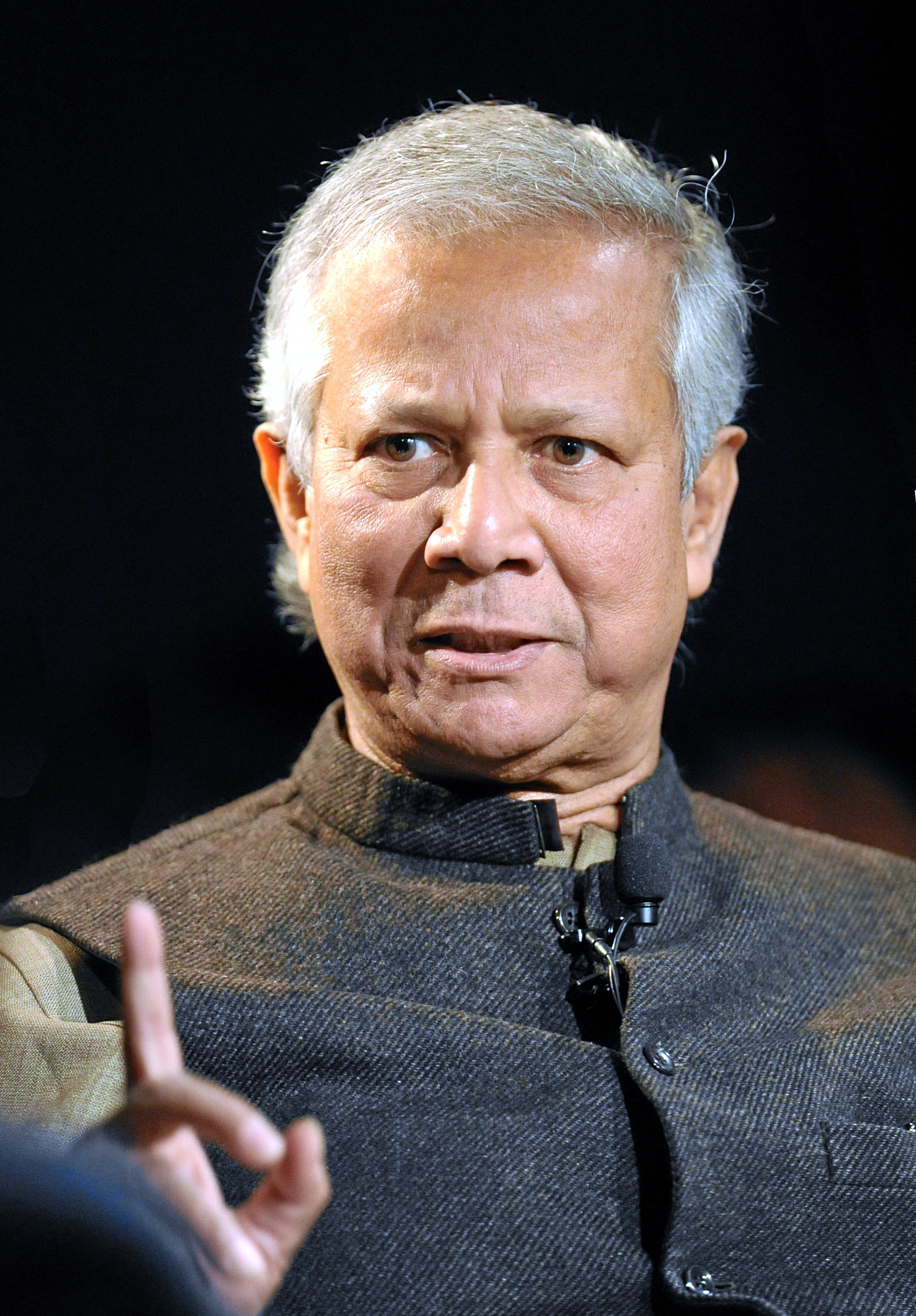
Muhammad Yunus
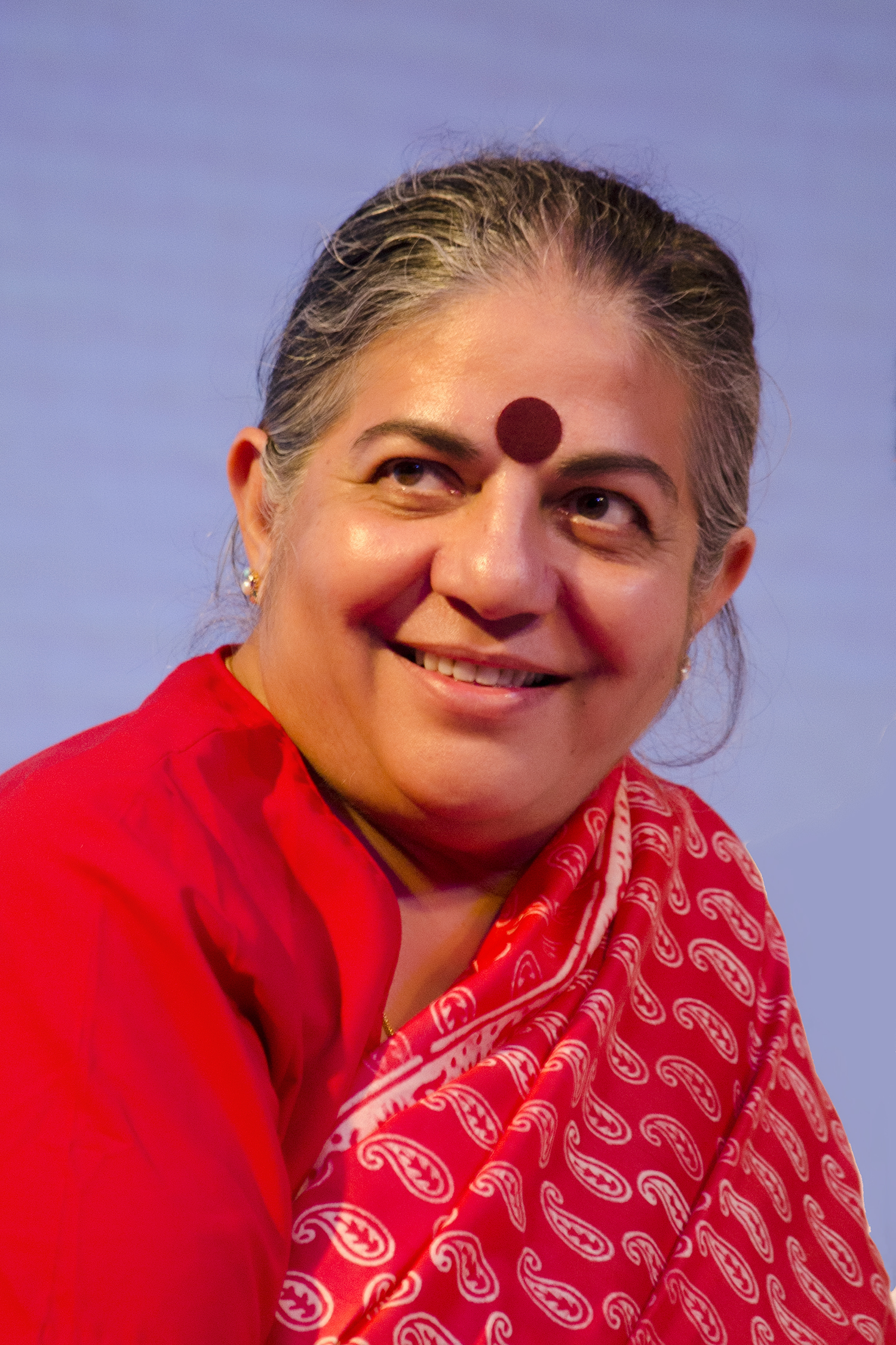
Vandana Shiva
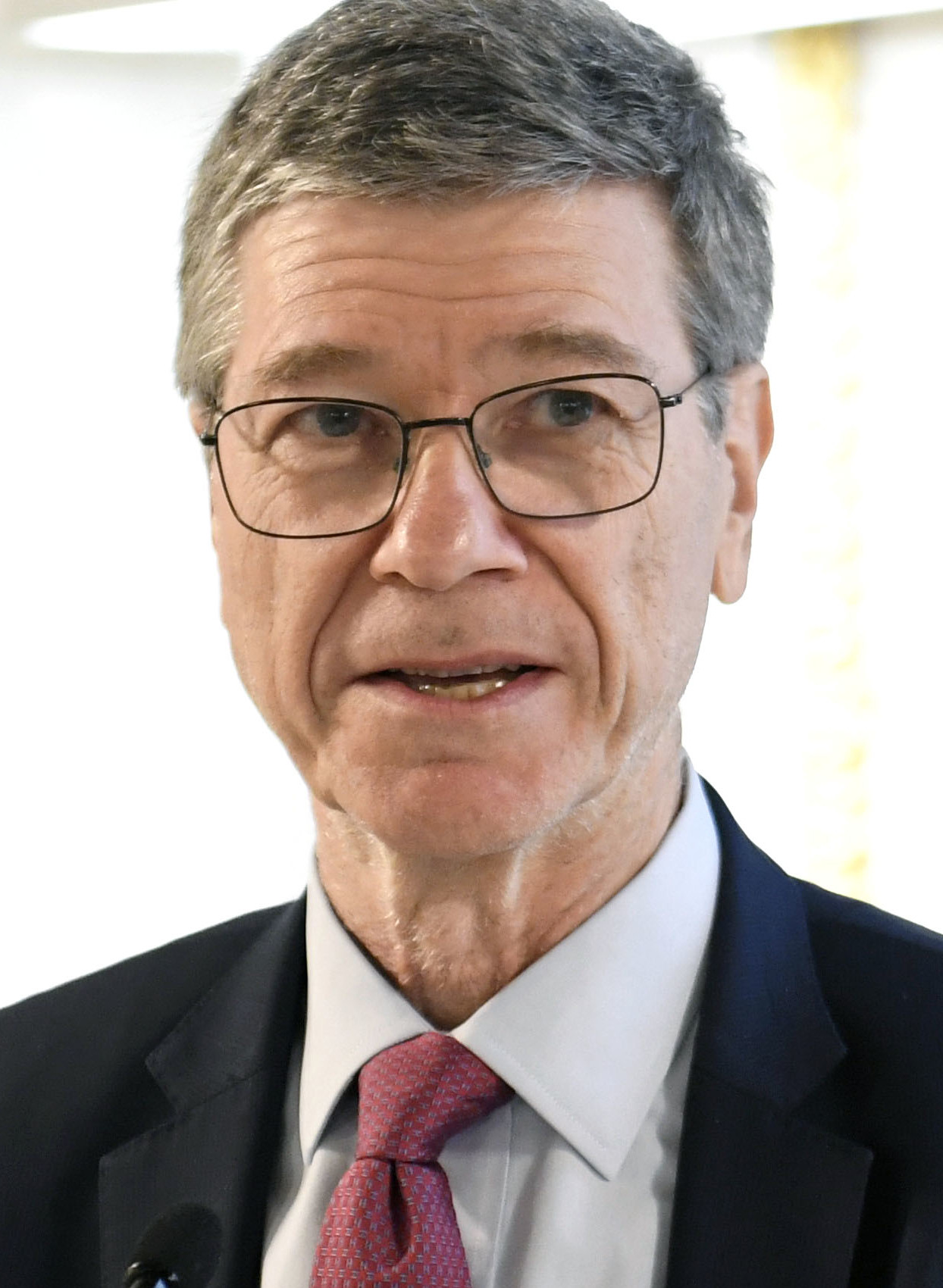
Jeffrey Sachs
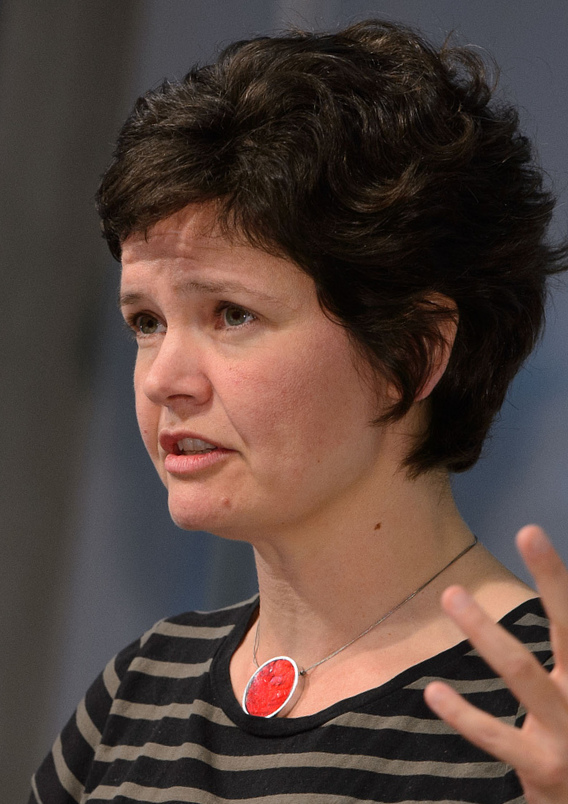
Kate Raworth
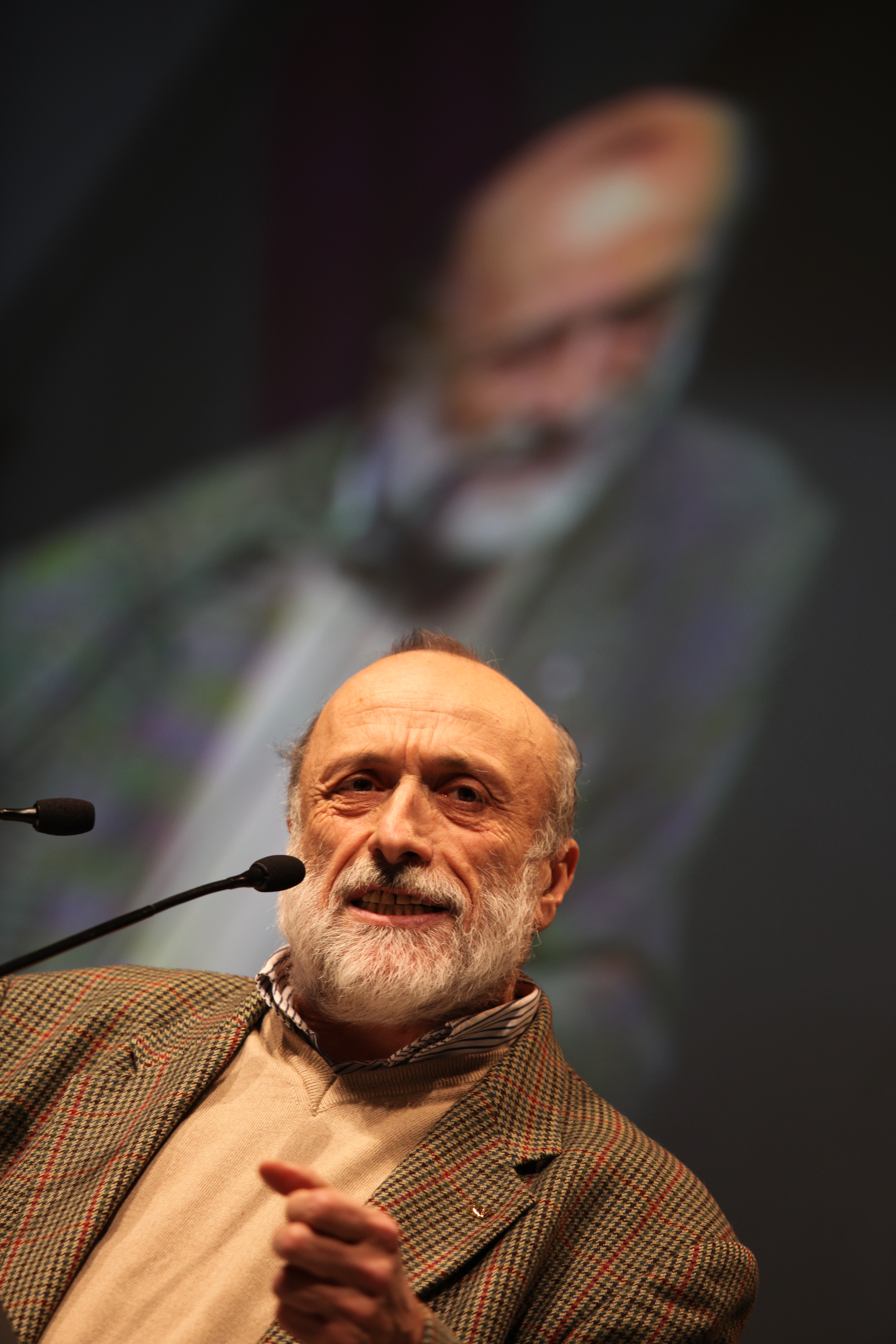
Carlo Petrini
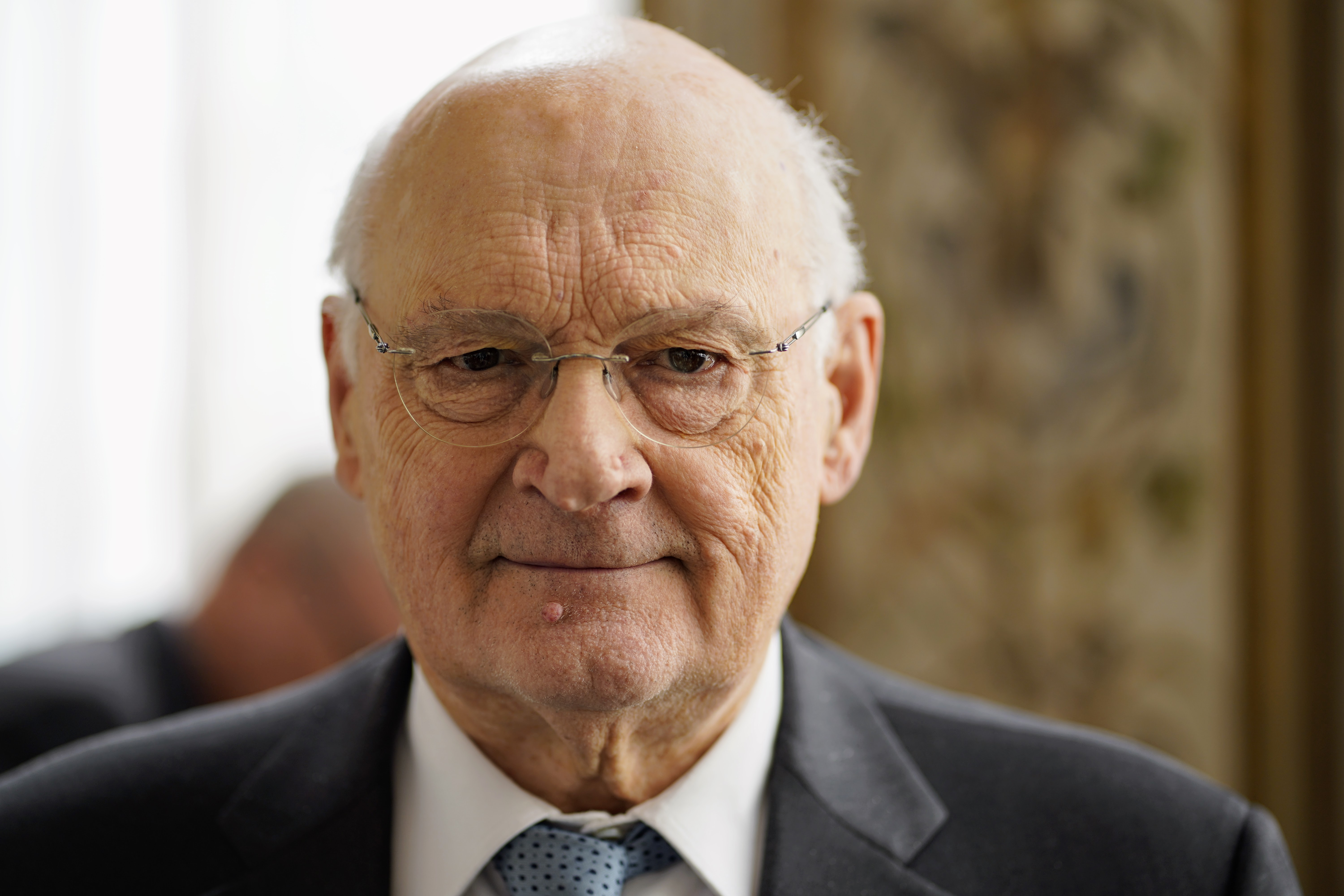
Stefano Zamagni
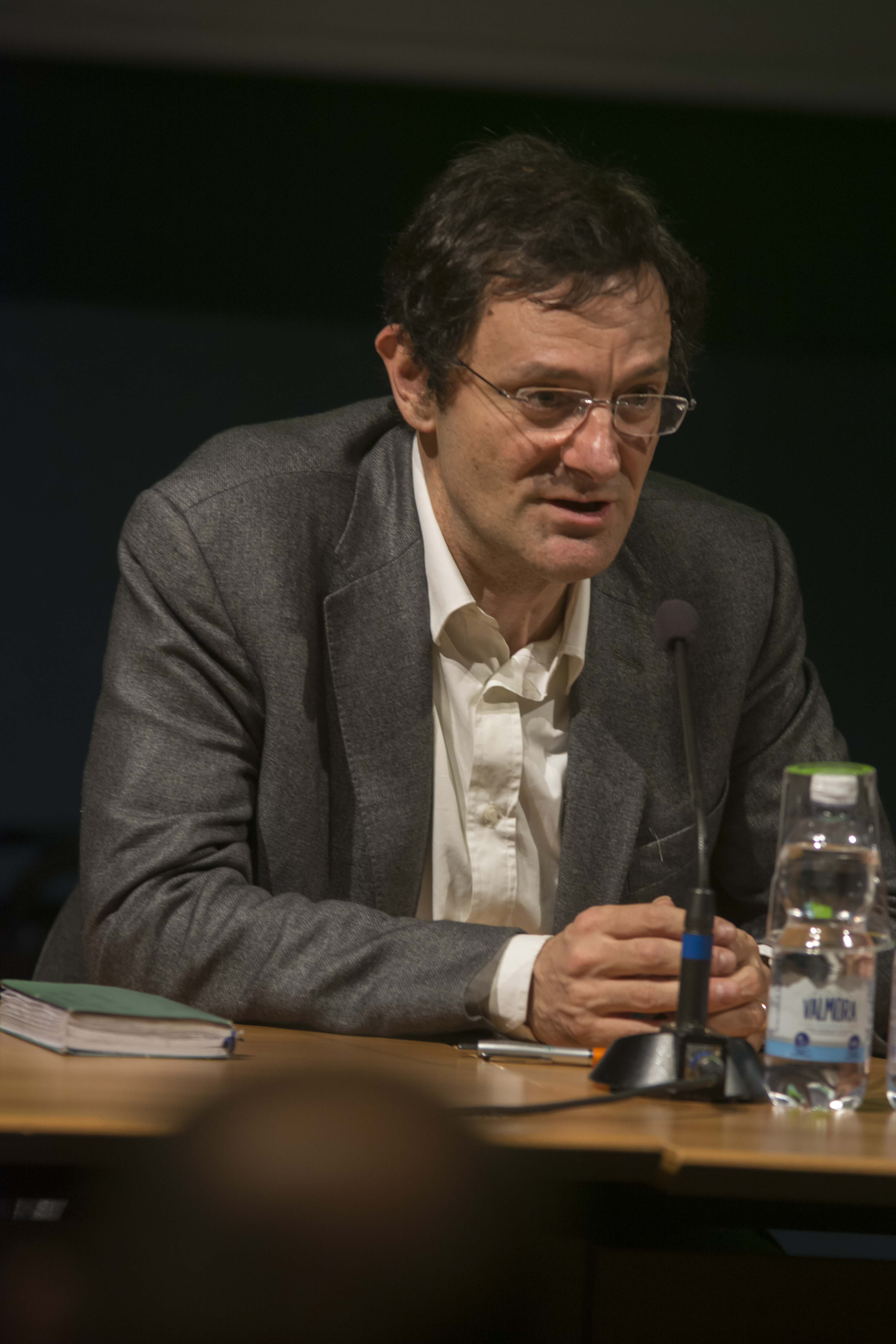
Leonardo Becchetti
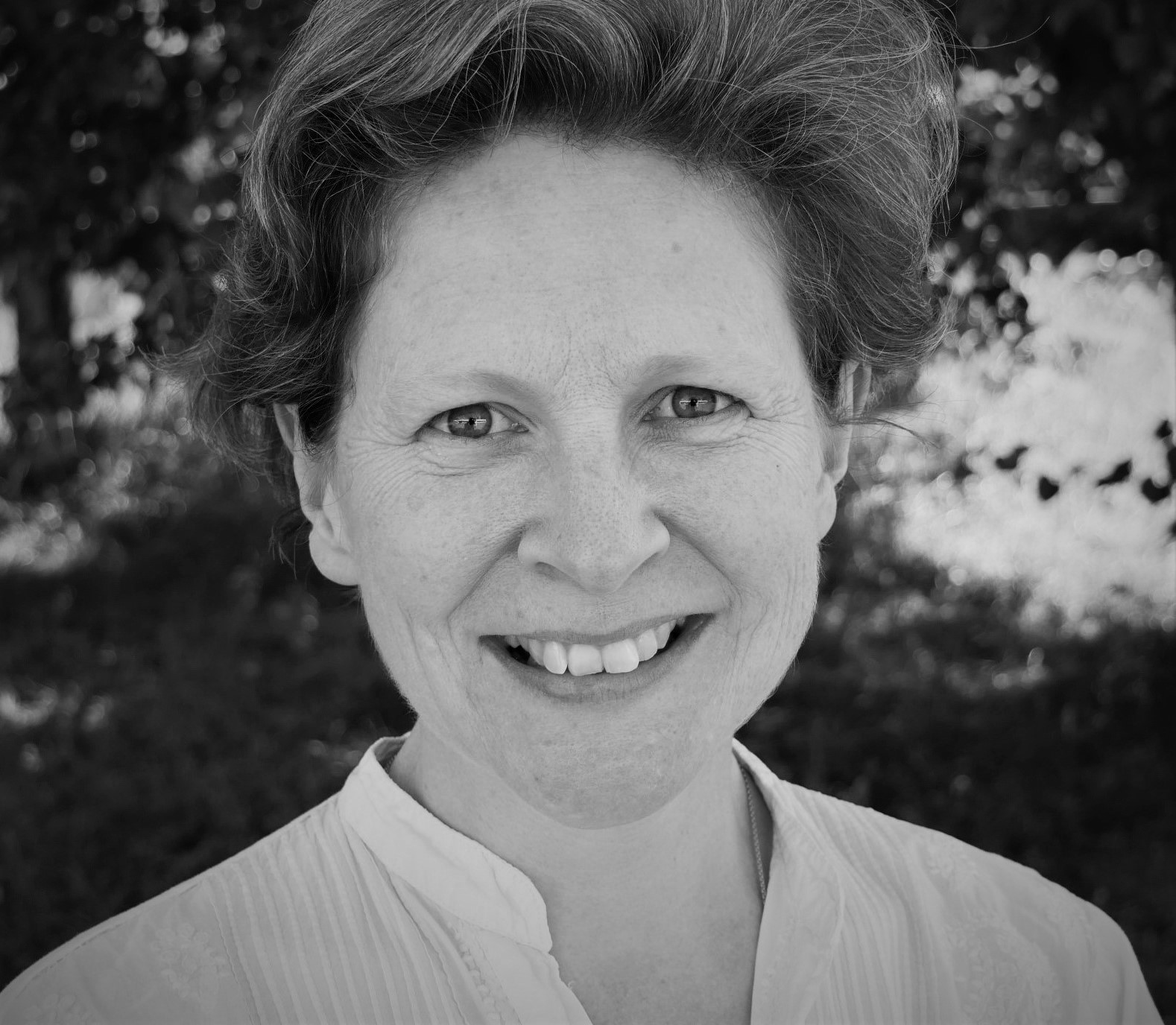
Cécile Renouard
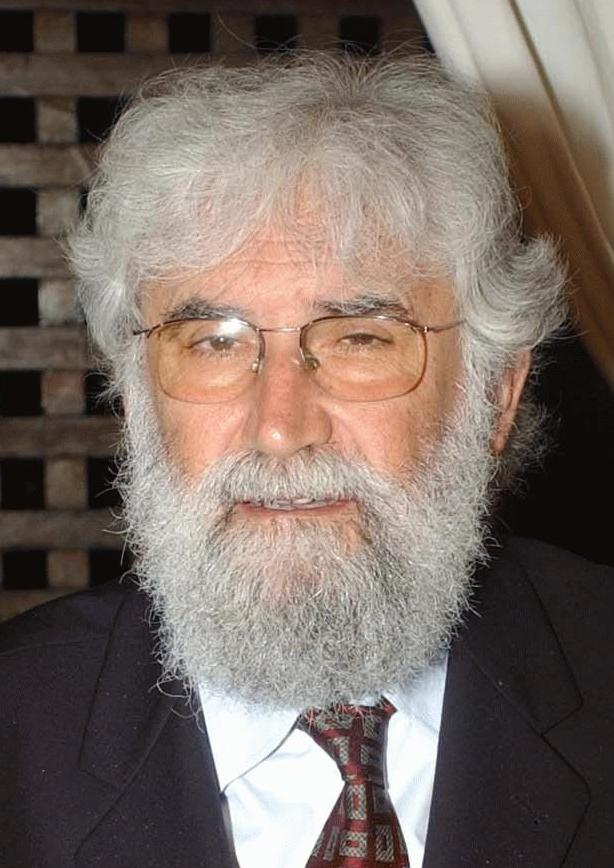
Leonardo Boff
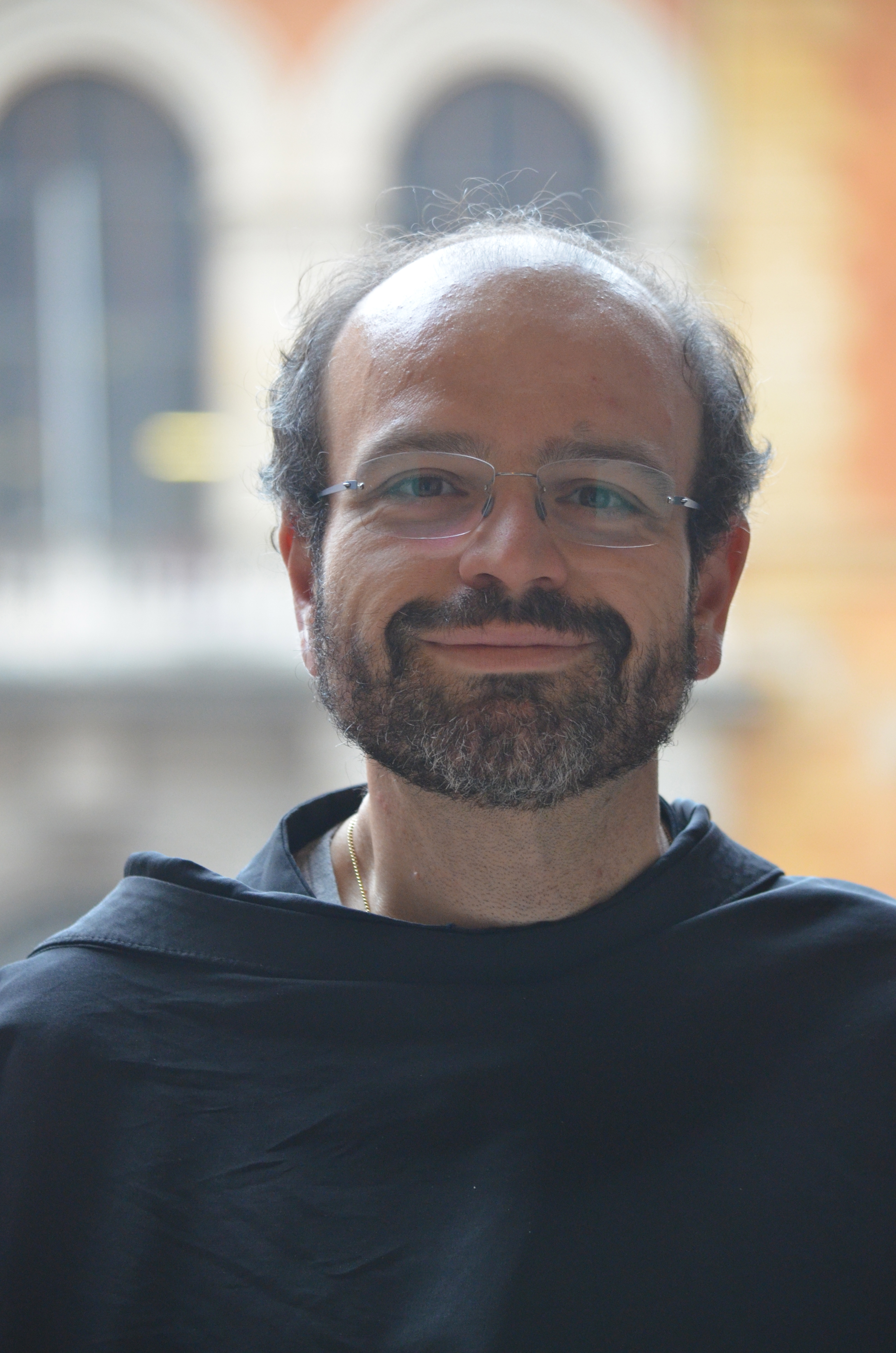
Paolo Benanti
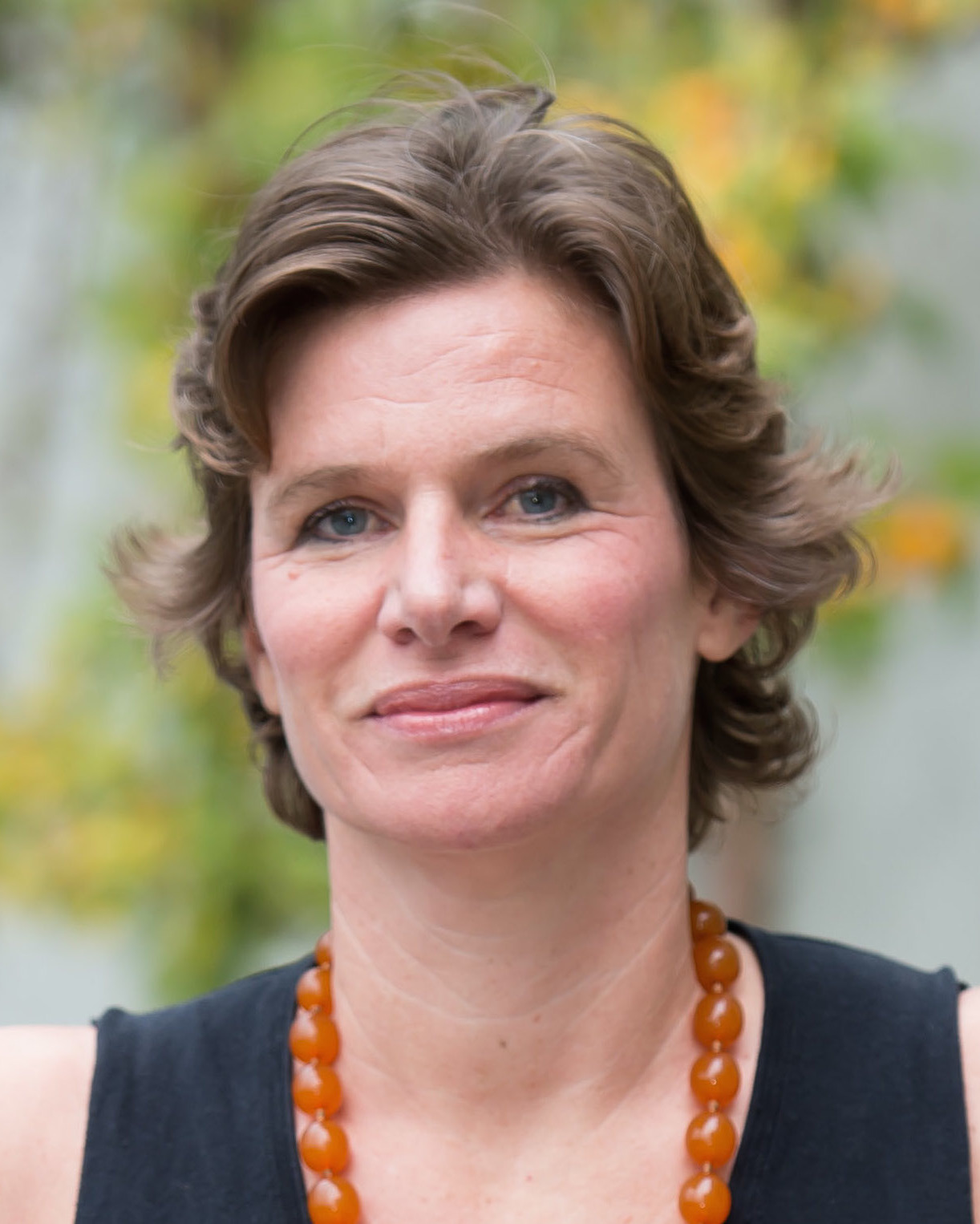
Mariana Mazzucato
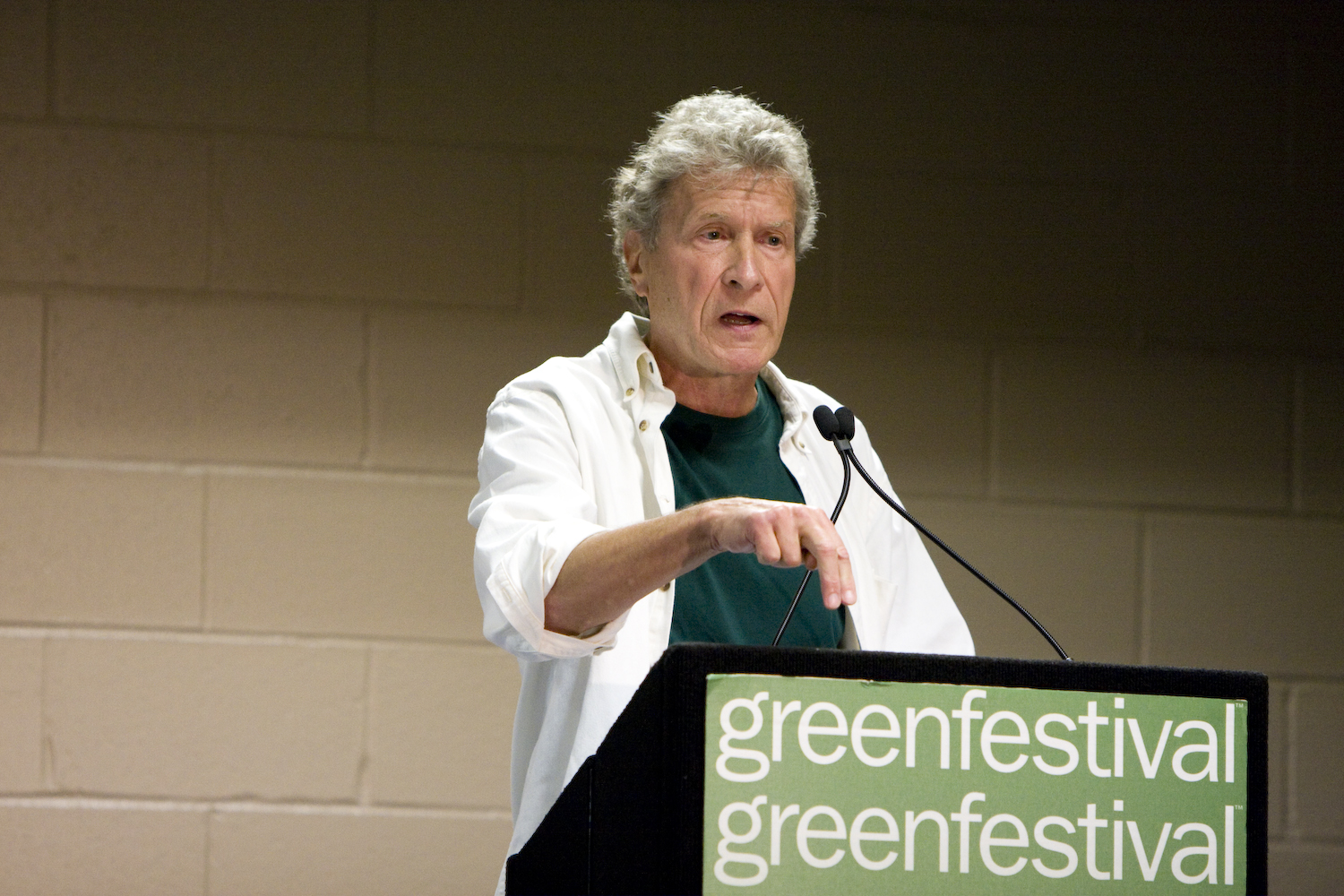
John Perkins

Alle tavole rotonde online del 19-21 novembre 2020 parteciparono questi relatori:
- Muhammad Yunus, economista e banchiere bengalese, Premio Nobel per la pace 2006, dal 6 agosto 2024, Primo Ministro del Bangladesh
- Vandana Shiva, Scholar e attivista ambientale, membro del Forum Internazionale sulla Globalizzazione
- Jeffrey Sachs, economista, analista delle politiche pubbliche ed direttore dell'Earth Institute (Columbia University)
- Kate Raworth, economista presso l'Università di Oxford e l'Università di Cambridge
- Pauline Effa, direttrice generale del Partenariato Francia-Afrique pour le co-développement e membro del Forum internazionale dell’economia sociale e solidale
- John Perkins, economista, autore e attivista
- Jennifer Nedelsky, filosofa canadese e teorica della politica presso l'Università di Toronto
- Stefano Zamagni, docente di Economia all'Università di Bologna, presidente della Pontificia Accademia delle Scienze Sociali
- Paolo Benanti, francescano del Terzo Ordine Francescano, professore alla Pontificia Università Gregoriana
- Consuelo Corradi, docente ordinario di sociologia generale presso Università LUMSA
- Juan Camilo Cárdenas, professore di Scienze Economiche presso l'Universidad de los Andes
- Cécile Renouard, filosofa ed economista (Centre Sèvres e ESSEC Business School)
- Susy Snyder, membro di PAX e ICAN (Premio Nobel per la pace 2017)
- Mauro Magatti, sociologo ed economista presso l'Università Cattolica del Sacro Cuore
- Maria Elena González, CEO di Todo Brillo Impresa di Economia di Comunione
- Leonardo Becchetti, professore ordinario di economia politica presso l'Università Tor Vergata
- Juan Manuel Sinde, presidente della Fondazione Arizmendiarrieta e Direttore della Mondragon Corporation
- Ilaria Schnyder von Wartensee, professore Assistente di Ricerca all'Università di Notre Dame
- Raul Caruso, direttore del CESPIC e professore di Economia della Pace presso l'Università Cattolica del Sacro Cuore
- Stefano Bartolini, economista presso l'Università degli Studi di Siena
- Pedro Tarak, co-fondatore di Sistema B
- Paolo Foglizzo, economista, editore della rivista Aggiornamenti Sociali
- Francesco Baroni, Ingegnere meccanico e Business Administrator Country Manager di Gi Group Italia
- Michael Spence, co-presidente Global Economic Transformation e professore di Economia alla NYU Stern School of Business
- Rob Johnson, presidente dell Institute for New Economic Thinking
- Peter Bofinger, Professore di economia monetaria e internazionale all'Università di Würzburg
- Gaël Giraud, ricercatore senior presso il Centre national de la recherche scientifique
- Nelson Barbosa, professore di economia alla Scuola di Economia di San Paolo,  la Fundação Getulio Vargas e l'Università di Brasilia
- Leonardo Boff, teologo, filosofo, autore, professore ed ecologista
- Padre Vilson Groh, presbitero presso la Comunità di Florianópolis
- Carlo Petrini, sociologo italiano, scrittore e fondatore dell’associazione Slow Food
- Mariana Mazzucato, professoressa di Economia dell’Innovazione e del Valore Pubblico presso l'University College (Londra)

## EoF Global Event 2021
Un secondo evento globale si tenne nella giornata del 2 ottobre 2021; nell'impossibilità di poter ospitare di persona i partecipanti per le restrizioni pandemiche, l'iniziativa fu ospitata nel Palazzo Frumentario di Assisi con una serie di conferenze e tavole rotonde, trasmesse in diretta su internet, che ebbero come relatori Sabina Alkire, Jennifer Nedelsky, Partha Dasgupta, Vandana Shiva e Stefano Mancuso.
A concludere il tutto fu un video messaggio registrato di papa Francesco dal titolo La democrazia economica. Trasformiamo le città! con il quale dava appuntamento a tutti, in presenza, nell'autunno 2022.

## Eof Global Event 2022
Il primo evento in presenza del progetto EoF, ovvero quello inizialmente previsto a marzo 2020, si è tenuto ad Assisi tra il 22 e il 24 settembre 2022. I partecipanti sono stati mille, ovvero circa un terzo delle persone coinvolte a vario titolo fino ad allora nel progetto stesso.

### 22 settembre
Il primo giorno dell'evento si è tenuto presso il teatro Lyrick di Santa Maria degli Angeli e l'antistante PalaEventi. Nella sessione plenaria del pomeriggio sono intervenuti, in videoconferenza, Gaël Giraud, Vandana Shiva, Stefano Zamagni, Helen Alford, Vilson Groh, Leonardo Becchetti, Jeffrey Sachs e Kate Raworth.

### 23 settembre
Nella seconda giornata i partecipanti hanno avuto la possibilità, in mattinata e dopo cena, di partecipare a visite guidate nei luoghi francescani; dalla tarda mattinata fino a metà pomeriggio si sono invece divisi, per la prima volta in presenza, nei "villaggi", ovvero dodici gruppi di lavoro costituiti durante i webinar dei due anni precedenti. Questa è la lista dei villaggi e, tra parentesi, i luoghi della città dove si sono radunati:
- Lavoro e cura (Basilica di San Francesco)
- Management e dono (Basilica di Santa Maria degli Angeli)
- Finanza e umanità (Monte frumentario)
- Agricoltura e giustizia (Monte frumentario)
- Energia e povertà (Palazzo del Comune)
- Vocazione e profitto (Santuario della Spoliazione)
- Politiche per la felicità (Archivio Vescovile San Rufino)
- CO2 della disuguaglianza (Istituto Serafico)
- Business e pace (Cittadella di Assisi)
- Economia è donna (Basilica di Santa Chiara)
- Imprese in transizione (Centro Pastorale Santa Maria degli Angeli)
- Vita e stili di vita (Basilica di San Francesco)[12]

Nel tardo pomeriggio si sono tenuti sei conferenze ed altrettanti workshop aperte al pubblico, tenuti da vari speakers internazionali che hanno aderito all'iniziativa.

### 24 settembre
L'evento è terminato nella mattinata di sabato 24 settembre con l'incontro dei partecipanti con papa Francesco al teatro Lyrick di Santa Maria degli Angeli, al termine del quale il pontefice, dopo il suo intervento, ha firmato il "patto" con i partecipanti.
Erano presenti all'incontro anche il vescovo della città mons. Domenico Sorrentino, e i cardinali Michael Czerny, prefetto del Dicastero per il servizio dello sviluppo umano integrale, e Gualtiero Bassetti.

## Organizzatori
Il Comitato Organizzatore è presieduto da Domenico Sorrentino Vescovo dalla Diocesi di Assisi-Nocera Umbra-Gualdo Tadino e della Diocesi di Foligno ed è composto da Francesca di Maolo, dell'Istituto Serafico di Assisi e da Luigino Bruni che è direttore scientifico del progetto. Fa parte del gruppo organizzatore anche suor Alessandra Smerilli, segretario del Dicastero per il servizio dello sviluppo umano integrale. Inizialmente era membro del comitato anche Stefania Proietti Sindaca di Assisi.
L'evento è stato organizzato dalla Diocesi di Assisi-Nocera Umbra-Gualdo Tadino insieme al Comune di Assisi, all'Istituto Serafico di Assisi e ad Economia di comunione, in collaborazione con il Dicastero per il servizio dello sviluppo umano integrale, Pro Civitate Christiana, le Famiglie Francescane in Assisi e il Santuario della Spoliazione.

## La Fondazione
Con lettera datata 5 dicembre 2023, divenuta pubblica nel gennaio del 2024, Papa Francesco conferma Sorrentino alla guida di The Economy of Francesco, nominandolo quale "autorità competente" con lo status di ordinario. In quella lettera Papa Francesco scrive:
(Papa Francesco, Lettera del Pontefice a monsignor Sorrentino e ai membri del Comitato)
Nel corso del 2024 è stato avviato un percorso partecipativo volto ad assumere la personalità giuridica di fondazione.  Il 23 settembre 2024 è stata costituita la Fondazione The Economy of Francesco, che ha assunto lo schema di fondazione di partecipazione. La presidenza è assunta dall'arcivescovo Domenico Sorrentino, mentre il vicepresidente è Luigino Bruni.